# Ukiah
Ukiah é uma cidade localizada no estado americano da Califórnia, no condado de Mendocino, do qual é sede. Foi incorporada em 8 de março de 1876.

## Geografia
De acordo com o United States Census Bureau, a cidade tem uma área de 12,2 km², onde 12,1 km² estão cobertos por terra e 0,1 km² por água.

### Localidades na vizinhança
O diagrama seguinte representa as localidades num raio de 32 km ao redor de Ukiah.

## Demografia
Segundo o censo nacional de 2010, a sua população é de 16 075 habitantes e sua densidade populacional é de 1 329,03 hab/km². É a cidade mais populosa e também a mais densamente povoada do condado de Mendocino. Possui 6 488 residências, que resulta em uma densidade de 536,41 residências/km².